# BellaMa' (terza edizione)
La terza edizione del talent show BellaMa' è andata in onda dal 9 settembre 2024 al 2 maggio 2025 con la conduzione di Pierluigi Diaco su Rai 2.
I concorrenti e opinionisti dell'edizione sono stati selezionati attraverso i casting, iniziati il 5 marzo e conclusi l'8 maggio, e i provini, che si sono svolti dal 27 al 29 maggio dai quali su circa 2.200 candidati sui 2.400 previsti inizialmente si sono selezionati 400 aspiranti partecipanti, 200 della Generazione Z e 200 dei Boomer. Nella commissione giudicante dei provini sono stati presenti, oltre agli autori del programma, anche Antonella Elia, Adriana Volpe, Rita Forte e Manuela Villa.

## Cast
L'età riportata dei concorrenti e opinionisti è riferita all'inizio del programma.

### Concorrenti
Legenda

### Opinionisti
Legenda

### Gruppo musicale
| Nome | Età | Strumento |
| ---- | --- | --------- |
|      |     |           |
|      |     |           |
|      |     |           |
|      |     |           |
|      |     |           |

## Ospiti
Nelle puntate della trasmissione, gli ospiti sotto elencati hanno giudicato i video e assegnato i punti ai concorrenti.
| Nº | Data | Ospiti |
| -- | ---- | ------ |
|    |      |        |
|    |      |        |
|    |      |        |
|    |      |        |
|    |      |        |
|    |      |        |
|    |      |        |
|    |      |        |
|    |      |        |
|    |      |        |
|    |      |        |
|    |      |        |
|    |      |        |
|    |      |        |
|    |      |        |
|    |      |        |
|    |      |        |
|    |      |        |
|    |      |        |
|    |      |        |
|    |      |        |
|    |      |        |
|    |      |        |
|    |      |        |
|    |      |        |
|    |      |        |
|    |      |        |
|    |      |        |
|    |      |        |
|    |      |        |
|    |      |        |
|    |      |        |
|    |      |        |
|    |      |        |
|    |      |        |
|    |      |        |
|    |      |        |
|    |      |        |
|    |      |        |
|    |      |        |
|    |      |        |
|    |      |        |
|    |      |        |
|    |      |        |
|    |      |        |
|    |      |        |
|    |      |        |
|    |      |        |
|    |      |        |
|    |      |        |
|    |      |        |